# نساء في المدينة (فلم)
نساء في المدينة فيلم دراما، وجريمة مصري لعام 1977 للمخرج حلمي رفلة. الفيلم قصة، وسيناريو، وحوار حسين حلمي المهندس، وبطولة حسين فهمي، وميرفت أمين، ومديحة كامل، ومحمود المليجي، ونجوى فؤاد. الفيلم يروي أحداث ما بعد اندلاع حريق في مخزن إحدى الشركات، من أجل إخفاء جريمة سرقة، يحتار يوسف فيحكي لزميلته داليا عشيقة شريف مدبر الجريمة الذي يقرر التخلص من يوسف. صدر الفيلم إلى دور العرض المصرية في 20 يوليو 1977.

## طاقم التمثيل
حسين فهمي: في دور يوسف عبد الله (موظف إدارة المخازن)
ميرفت أمين: في دور بهيرة (صحفية)
مديحة كامل: في دور داليا (سكرتيرة رياض بك)
محمود المليجي: في دور شريف سامي (مدير المخازن)
نجوى صالح: في دور إكرام (فتاة يتيمة جارة يوسف)
نجوى فؤاد: في دور قطة (الراقصة)
محمد الدفراوي: في دور وجدي (رئيس التحرير)
ليلى يسري: في دور عديلة (زميلة إكرام)
فؤاد خليل: في دور أبراهيم (صحفي)
أديب الطرابلسي: في دور زعيم العصابة
سمير ولي الدين: في دور الشيخ عبد الواحد (زميل يوسف في السكن)
علي جوهر: في دور رياض بك (رئيس الشركة)
عبد المنعم النمر: في دور ضابط مباحث
محمود كامل: في دور خال إكرام
لويس يوسف: في دور خليفة (زميل يوسف في السكن)
رجاء الجداوي: في دور عارضة أزياء.
سعاد حسني: ضيفة تظهر في عرض الأزياء (دور الكاميو)
برلنتي عبد الحميد: ضيفة تظهر في عرض الأزياء (دور الكاميو)

## أحداث الفيلم
يعمل شريف (محمود المليجى) مديراً لمخازن إحدى الشركات، ويتلاعب بأذونات الصرف، ويستولى على كميات من البضائع لبيعها في السوق السوداء، وذلك بمساعدة أفراد عصابته. يعتمد شريف على داليا (مديحه كامل)، سكرتيرة رئيس الشركة رياض بيه (على جوهر)، لتنقل له أخبار تحركات رئيس الشركة، مقابل إمدادها بالمال اللازم لشراء الملابس التي تحسن من مظهرها، حيث أنها من أسرة متوسطة. يعمل يوسف (حسين فهمى) موظف بإدارة المخازن، ويقطن بشقة فوق سطوح منزل مع مجموعة من العزاب، وتحبه جارته اليتيمة إكرام (نجوى صالح)، وتساعده في أعمال المطبخ، ولكنه لا يشعر بحبها له. يكتشف يوسف التلاعب بأذونات الصرف، ويعد تقريراً بالمخالفات، ويقدمه لرئيس الشركة، الذي يقوم بدوره بإبلاغ النيابة الإدارية، التي تحدد موعداً لجرد المخازن، وفحص الأذونات، ولكن السكرتيرة داليا تخبر شريف بموعد وصول اللجنة، فيقوم أعوانه بحرق المخازن، بينما يتواجد شريف في حلقة ذكر. يشهد الجميع بتواجد شريف بعيداً عن موقع الحريق، ويقوم شريف بإشاعة إرتكاب يوسف للمخالفات، وإبلاغ رئيس الشركة، حتى يبعد الشبهة عنه، قبل حرقه للمخازن. يشعر رئيس التحرير وجدي (محمد الدفراوى)، بحسه الصحفى، أن وراء حرق المخازن مؤامرة، فيكلف الصحفية بهيرة (ميرفت أمين)، بإجراء تحقيق صحفى لكشف أبعاد المؤامرة، والتي جلست مع داليا السكرتيرة، انتظاراً لمقابلة رئيس الشركة، وشاهدت يوسف يقدم إستقالته في ظرف مغلق إلى داليا، التي فتحته عقب مغادرته، فشعرت بهيرة بضلوع داليا في المؤامرة، فطلبت من زميلها الصحفي إبراهيم (فؤاد خليل)، جمع معلومات عن يوسف وداليا، والذي استغل علاقته بعديله (ليلى يسرى)، زميلة إكرام جارة يوسف، التي أمدته بمعلومات عن يوسف، كما راقب داليا وعرف عنوانها ومستواها الإجتماعى، المخالف لمظهرها العام، وتقربت بهيرة من داليا، وتأكدت من مستواها الاجتماعى المتواضع، وواجهتها بفتح خطاب يوسف، ولكن داليا حاولت إيهامها بحبها ليوسف، وبطريقة غير مباشرة بينت لها استغلال جسدها، في الحصول على الأموال. تقربت بهيرة من يوسف وطالبته بإيقاع داليا في حبه، لتعترف له بدورها مع العصابة، وفي نفس الوقت طلب شريف من داليا ايقاع يوسف في حبها، لتوريطه في احتياجه للمال، لخطبتها والإنفاق على السهر والشرب ولعب الورق، ولكن داليا وقعت في حب يوسف، وفي نفس الوقت وقعت بهيرة في حب يوسف وغارت عليه من داليا، وعندما أخبرها أنه لا بد من مجاراة داليا في علاقة جسدية، وافقت على منحه شقتها لإتمام العلاقة، وأصبحت في صراع نفسى مابين عملها الذي تستخدم فيه وسائل منحطة من أجل غاية سامية، وما بين حبها ليوسف وغيرتها عليه، واستغلت الراقصة قطه (نجوى فؤاد)، وهي إحدى أفراد العصابة، حاجة يوسف للمال، للإنفاق على داليا، وطلبت منه توصيل إحدى الحقائب، دون فتحها، مقابل مبلغ من المال، كانت تزيده في كل مرة، حتى إكتشف أنه يوصله إلى شريف، وأنه اختبار له، وعرض عليه شريف الاشتراك مع العصابة في عملية، مقابل مبلغ لا يقاوم، فأظهر يوسف موافقته، وتورط في التوقيع على أوراق تدينه، إحتفظ بها شريف. عندما اطمئن شريف بتورط يوسف، حاول أيضا توريط بهيرة في فضيحة جنسية مع رفاقه، وتم إبلاغ البوليس الذي راقب اللقاء، وهربت بهيرة قبل تورطها، وتمكنت داليا من سرقة الأوراق التي تدين يوسف، وأعادتها إليه، وأطلق شريف النار على داليا فقتلها، وأصاب يوسف في ذراعه، وداهم البوليس المكان وقبض على الجميع.

## استقبال الفيلم
كتب موقع يزيد نت: «لفت نظري مشهد في عرض أزياء حقيقي، وتم تصوير بعض الحضور ومنهم الفنانة الراحلة سعاد حسني، والتي لم تتقاضى أجراً مقابل هذه اللقطات وكانت عفويه، كما ظهرت الفنانه، المعتزلة وقتها، برلنتي عبد الحميد زوجة المشير عبد الحكيم عامر آنذاك، وآخرون كما اشير ان إحدى العارضات الحقيقيات كانت هي رجاء الجداوي».

## روابط خارجية
- مقالات تستعمل روابط فنية بلا صلة مع ويكي بيانات